# Traungau
De Traungau is een historisch gebied aan de benedenloop van de Traun in het huidige   Opper-Oostenrijk. Het wordt begrensd door:
- de  Donau in het noorden,
- de Enns in het oosten,
- de  Alpen in het zuiden, en
- de Hausruck in het westen.

De Traungau ligt in het uiterste oosten van het Beierse stamland, waarvan het tot  1180 deel uitmaakte. De naam is vooral bekend door het adellijk geslacht der Traungauer, wiens goederen aan de benedenloop van de  Steyr lagen en aan de monding van de Enns de Stiraburg bouwden, die zijn naam zou geven  aan  Stiermarken.